# Commit
En informatique, notamment dans les systèmes de bases de données et de révision de fichier, les termes d’archivage, de soumission, de validation,, ou encore l’anglicisme commit désignent l’enregistrement effectif d’une transaction. Cet enregistrement entérine l’exécution de la tâche préalablement confiée, marquant à la fois la fin de la demande de transaction et le début de l’exécution de la tâche confiée, qui devra être exécutée atomiquement.
Le terme anglais fait référence à la commande éponyme Commit présente dans la plupart des systèmes de gestion de base de données et des logiciels de gestion de versions, qui ne proposent généralement pas d’interface de programmation régionalisée. Il provient du latin committere, de « co(m)- », signifiant « ensemble » et « mittere », signifiant « envoyer », ce terme latin a également donné en français le terme  « commettre ». Il conserve en anglais plusieurs sens, celui de confier (comme on confie une mission) et d'effectuer une action, comme le commettre du français moderne.

## Base de données
Il s'agit de la validation d'une transaction. Après avoir archivé la transaction, les informations traitées par cette transaction seront disponibles pour les autres sessions, c'est-à-dire pour toute autre transaction éventuelle.

## Outils de gestion de versions
Par extension, dans un système de gestion de versions centralisé (tel que CVS, Subversion (SVN)) ou décentralisé (tel que Git), la validation est l'action d'envoyer ses modifications locales vers le référentiel central afin, d'une part, de mettre à disposition les modifications apportées à un document et, d'autre part, d'insérer de façon cohérente ces modifications dans l'historique des modifications.
Dans ce contexte, la validation est souvent accompagnée d'un commentaire décrivant le contenu de la modification apportée. Ce commentaire est souvent structuré ainsi : {date - login -  commentaire}.
Exemple : 30/03/2006-Mathew44-Ajout de la méthode kawetteParDepartement(Integer, Boolean)

## Validation à deux phases
Validation à deux phases (en)

## Validation à trois phases
Validation à trois phases (en)